# Ricky Belloni
Arturo Belloni, detto Ricky (Milano, 15 marzo 1952), è un chitarrista e cantante italiano, fondatore e frontman del gruppo musicale Il Mito New Trolls.

## Biografia
Inizia a suonare la chitarra da autodidatta. La sua prima esperienza è nella band Il Pacco; successivamente partecipa all'incisione dei primi album degli Stormy Six e di Claudio Rocchi.
Nel 1972 entra nei Nuova Idea e due anni dopo, insieme a Paolo Siani, forma i Track, di cui faranno parte anche il bassista Guido Guglielminetti e il cantante Cacao; la prima ed unica incisione di quest'ultimo gruppo sarà l'album Track Rock per l'etichetta Ariston Records. Sempre nel 1974 insieme con Gianni Belleno alla batteria, Giorgio D'Adamo al basso e Giorgio Usai alle tastiere, accompagna Fabrizio De André nella sua prima tournée.
Nel dicembre 1974, conclusa l'esperienza con De André, Belloni registra il suo unico disco da solista Ricordi da bruciare.
Dal 1975 al 1995 ricopre in pianta stabile il ruolo di chitarrista e di cantante dei New Trolls. Nel 1995 fonda gli Extra, abbandonati tuttavia due anni dopo. Successivamente fonda Il Mito New Trolls.
Ha fatto parte dell'orchestra del Festival di Sanremo in qualità di corista per diverse edizioni. Ha cantato insieme a Silvio Pozzoli, Moreno Ferrara e Cristina D'Avena varie sigle di cartoni animati, telefilm e trasmissioni per l'infanzia come: Alla scoperta di Babbo Natale, Arriva Cristina, Balliamo e cantiamo con Licia, Una spada per Lady Oscar (con Vincenzo Draghi), D'Artagnan e i moschettieri del re (con Paola Orlandi e Marco Gallo), Milly un giorno dopo l'altro, Sabato al circo, Al circo, al circo, Aspettiamo te e Buon Natale.
Ha collaborato con Fabrizio De André, Franco Battiato, Adriano Celentano, Ornella Vanoni, Drupi, Milva, Mina e Anna Oxa.
Partecipa come corista nel 2006 (con Jim Beanz) in All Good Things (Come to an End) di Nelly Furtado e gli Zero Assoluto e nel 2016 ai brani Vorrei ma non posto di J-Ax e Fedez e Potrei abituarmi di Annalisa, insieme a Moreno Ferrara e Silvio Pozzoli.

## Discografia
- 1974: Ricordi da bruciare/Il letto sfatto (PDU)
- 1976: New Trolls - Concerto Grosso n.2
- 1976: New Trolls - L.I.V.E. New Trolls
- 1977: Ornella Vanoni & New Trolls - Io dentro, io fuori
- 1978: New Trolls - Aldebaran
- 1979: New Trolls - New Trolls
- 1980: New Trolls - Musica/"Poster"
- 1981: New Trolls - F.S.
- 1983: New Trolls - America Ok
- 1985: New Trolls - Faccia di cane
- 1990: Anna Oxa & New Trolls - Oxa live con i New Trolls
- 1992: New Trolls - Quelli come noi
- 2007: Il Mito New Trolls - TR3

## Partecipazioni
- 1973 – Nuova Idea – Sarà così/Uomini diversi
- 1973 – Nuova Idea – Clown
- 1974 – Tritons – Satisfaction
- 1974 – Track – Track rock
- 1987 – Licia dolce Licia e i Bee Hive
- 1987 – Teneramente Licia e i Bee Hive
- 1988 – Balliamo e cantiamo con Licia
- 1988 – Arriva Cristina
- 1989 – Cristina
- 1989 – Cri Cri